# Puchar Ukrainy w piłce nożnej (2000/2001)
Puchar Ukrainy 2000/2001 - X rozgrywki ukraińskiej PFL, mające na celu wyłonienie zdobywcy krajowego Pucharu, który zakwalifikuje się tym samym do Pucharu UEFA sezonu 2001/02. Sezon trwał od 16 września 2000 do 27 maja 2001.
W sezonie 2000/2001 rozgrywki te składały się z:
- meczów 1/16 finału,
- meczów 1/8 finału,
- meczów 1/4 finału,
- meczów 1/2 finału,
- meczu finałowego.

## Drużyny
Do rozgrywek Pucharu przystąpiło 32 kluby Wyższej, Pierwszej i Drugiej Lihi. 
| Kluby Wyższej Lihi: | Kluby Pierwszej Lihi: | Półfinaliści Pucharu Drugiej Lihi:                                                | Półfinaliści Pucharu Drugiej Lihi: |
| - CSKA Kijów - Dnipro Dniepropetrowsk - Dynamo Kijów - Karpaty Lwów - Krywbas Krzywy Róg - Metalist Charków - Metałurh Donieck - Metałurh Mariupol - Metałurh Zaporoże - Nywa Tarnopol - Stal Alczewsk - Szachtar Donieck - Tawrija Symferopol - Worskła Połtawa | - Borysfen Boryspol - Bukowyna Czerniowce - Czornomoreć Odessa - FK Czerkasy - FK Lwów - FK Mikołajów - FK Winnica - Metałurh Nikopol - Polihraftechnika Oleksandria - Prykarpattia Iwano-Frankowsk - Spartak Sumy - Wołyń Łuck - Zakarpattia Użhorod - Zirka Kirowohrad | - Maszynobudiwnyk Drużkiwka - Polissia Żytomierz - Sokił Złoczów - Tytan Armiańsk |                                    |

## Terminarz rozgrywek

### 1/16 finału
| 16 września 2000             |     |                        |          |
| Polihraftechnika Oleksandria | 0:3 | Szachtar Donieck       |          |
| Spartak Sumy                 | 0:0 | Dynamo Kijów           | (k. 4:2) |
| Sokił Złoczów                | 2:1 | Stal Alczewsk          |          |
| 17 września 2000             |     |                        |          |
| Prykarpattia Iwano-Frankowsk | 1:3 | Metałurh Zaporoże      |          |
| Czornomoreć Odessa           | 3:1 | Karpaty Lwów           |          |
| Zirka Kirowohrad             | 1:2 | Metałurh Donieck       | (dod.)   |
| FK Czerkasy                  | 0:1 | Nywa Tarnopol          |          |
| FK Mikołajów                 | 0:3 | Tawrija Symferopol     |          |
| FK Lwów                      | 0:0 | FK Winnica             | (k. 3:1) |
| Metałurh Mariupol            | 3:2 | Wołyń Łuck             |          |
| Metałurh Mariupol            | 1:3 | Dnipro Dniepropetrowsk |          |
| Zakarpattia Użhorod          | +:- | Tytan Armiańsk         |          |
| Borysfen Boryspol            | 1:2 | CSKA Kijów             |          |
| Maszynobudiwnyk Drużkiwka    | 1:1 | Metalist Charków       | (k. 4:5) |
| 18 września 2000             |     |                        |          |
| Bukowyna Czerniowce          | 0:1 | Krywbas Krzywy Róg     |          |
| 19 września 2000             |     |                        |          |
| Polissia Żytomierz           | 2:1 | Worskła Połtawa        |          |

### 1/8 finału
| 23 września 2000       |     |                    |        |
| Sokił Złoczów          | 0:2 | Metałurh Mariupol  |        |
| Zakarpattia Użhorod    | 1:2 | Szachtar Donieck   |        |
| Spartak Sumy           | 3:2 | Tawrija Symferopol |        |
| FK Lwów                | 2:0 | Czornomoreć Odessa |        |
| CSKA Kijów             | 2:0 | Nywa Tarnopol      |        |
| Dnipro Dniepropetrowsk | 3:1 | Metałurh Zaporoże  | (dod.) |
| Polissia Żytomierz     | 0:1 | Metałurh Donieck   |        |
| Metalist Charków       | 0:2 | Krywbas Krzywy Róg |        |

### 1/4 finału
| 2 listopada 2000       |     |                   |        |
| Krywbas Krzywy Róg     | 1:5 | Szachtar Donieck  | (dod.) |
| Metałurh Donieck       | 0:2 | Metałurh Mariupol |        |
| Spartak Sumy           | 1:4 | CSKA Kijów        |        |
| Dnipro Dniepropetrowsk | 1:0 | FK Lwów           |        |

### 1/2 finału
| 11 kwietnia 2001  |     |                        |        |
| Metałurh Mariupol | 1:2 | Szachtar Donieck       |        |
| CSKA Kijów        | 3:1 | Dnipro Dniepropetrowsk | (dod.) |

### Finał
Mecz finałowy rozegrano 27 maja 2001 na Stadionie Olimpijskim w stolicy Kijowie.
| Szachtar Donieck | 2:1 | CSKA Kijów | (dod.) |

| Zdobywca Pucharu Ukrainy 2000/01 |
| -------------------------------- |
| Szachtar Donieck 3 tytuł         |
| złoto                            |